# ويليام ويلسون (سياسي كندي)
ويليام ويلسون هو سياسي كندي، ولد في 2 يونيو 1845، وتوفي في 29 سبتمبر 1921. انتخب عضو الجمعية التشريعية لنيو برونزويك ‏.